# Liguasan Marsh
Liguasan Marsh (Ligawasan Marsh) là một đầm lầy lưu vực sông Mindanao ở phía Nam đảo Mindanao, Philippines.
Đây là vùng đầm lầy lớn nhất ở Mindanao và một trong những vùng đầm lầy lớn nhất tại Philippines. Nó bao phủ một diện tích khoảng 288.000 ha. Đây là một khu vực rộng lớn và phức tạp với hệ sinh thái cửa sông, hồ nước ngọt, ao và đất canh tác bị ngập lụt theo mùa trong lưu vực sông Mindanao. Nơi đây đã được Philippines đưa vào danh sách các di sản dự kiến trình UNESCO công nhận là di sản thế giới.